# 瀂港街道
瀂港街道，是中华人民共和国安徽省芜湖市弋江区下辖的一个乡镇级行政单位。

## 行政区划
瀂港街道下辖以下地区：
永红社区、中央城社区、柏庄社区、汇成社区、九龙村、牌楼村、龙华村、十里村、安徽芜湖高新技术产业开发区社区和高教园区社区。